# Garbatella
Garbatella − stacja na linii B metra rzymskiego. Stacja została otwarta w 1990 w dzielnicy Ostiense. Poprzednim przystankiem jest Piramide, a następnym Basilica San Paolo.